# Direction régionale du service d'infrastructure de la Défense en Île-de-France
 (mai 2017).
Si vous disposez d'ouvrages ou d'articles de référence ou si vous connaissez des sites web de qualité traitant du thème abordé ici, merci de compléter l'article en donnant les références utiles à sa vérifiabilité et en les liant à la section « Notes et références ».
La direction régionale du service d'infrastructure de la Défense en Île-de-France (DR SID IDF) est située au quartier général du Camp des Loges, près de Saint-Germain-en-Laye dans les Yvelines.
Comme toute direction régionale, elle assure :
- la mise en œuvre de la politique générale du SID ;
- l'assistance au commandement ;
- la conduite du plan de charge des établissements du Génie placés sous ses ordres ;
- l'ordonnancement des dépenses.

La DRSID-IDF a sous son autorité trois organismes :
- L'Établissement d'infrastructure de la Défense (EID) de Paris, situé au Fort Neuf de Vincennes (Paris 12e), s'occupe de construire, d'améliorer, de réparer et d'entretenir les bâtiments militaires de Paris, du Val de Marne et de la Seine Saint Denis ;
- L'Établissement d'infrastructure de la Défense (EID) de Versailles a les mêmes compétences pour les autres département de la région Île-de-France. Il est situé à Versailles (Yvelines).
- Le service technique des Travaux immobiliers et maritimes, venu rejoindre l'EID de Paris au Fort Neuf de Vincennes à la suite de la création du service d'infrastructure de la Défense

Elle assure également le règlement des dépenses pour la DCSID (ex DCG) et le STBFT.
Avant fin 2005, la DRG/IDF était la direction régionale du Génie de la région Terre Île-de-France. En effet, la direction centrale du Génie faisait partie de l'Armée de terre.